# Église Saint-Étienne de Fouqueure
Commanderie Saint-Étienne
L'église paroissiale Saint-Étienne est une chapelle, supposée d'origine templière, qui faisait partie de la commanderie hospitalière de Saint-Étienne établie sur la commune de Fouqueure, en Charente, au nord d'Angoulême. Il n'y a aucun vestige d'autres bâtiments.

## Histoire
Fouqueure était situé près d'une variante nord-sud de la via Turonensis, itinéraire du pèlerinage de Saint-Jacques-de-Compostelle qui franchissait la Charente à La Chapelle, chemin principalement utilisé aux XIIe et XIIIe siècles. Il passait par Tusson, Marcillac-Lanville, Saint-Amant-de-Boixe, Angoulême, et Aubeterre.
L'église actuelle est l'ancienne chapelle de la commanderie de l'ordre de Saint-Jean de Jérusalem établie dans cette commune et à qui certains historiens donnent une origine templière remontant au  XIIe siècle. D'autres auteurs sont plus réservés et précisent qu'aucun document historique ne permet d'attester la présence d'une maison des Templiers en ce lieu.
L'abbé Nanglard indiquait que la commanderie des Hospitaliers était attestée à partir du XIVe siècle et qu'elle fut jointe à la commanderie hospitalière voisine de Villejésus au XVIIIe siècle. Or l'enquête pontificale de 1373 sur les biens des commanderies hospitalières dépendant du grand prieuré d'Aquitaine ne mentionne pas Fouqueure. Fouqueure n'est pas non plus remarquée en tant qu'église de commanderie par des historiens locaux des XIXe et XXe siècles comme Jules Martin-Buchey et l'abbé Michon.
Une maladrerie était située à l'écart des habitations comme il se faisait, au Redour, à mi-chemin entre Fouqueure et Villejésus.
L'église fut dégradée lors des guerres de Religion, puis vers 1630. Elle ne fut restaurée qu'en 1680.
L'église devient paroissiale en 1710. Les cloches datant des XIIe ou XIIIe siècles ont été retrouvées enterrées dans les années 1950 dans un champ d'Ébréon, et rachetées par le curé. L'une a été refondue en 1718, elles ont été consacrées et inscrite pour l'une, classée pour l'autre, monuments historiques.

## Description
L'église peut dater initialement du XIIe siècle. Elle a été lourdement restaurée durant la période hospitalière puis en 1680. Le clocher, la façade, l'abside et le couvrement datent du XIXe siècle. Pas plus qu'à Coulonges il ne reste des vestiges des bâtiments conventuels,, sauf peut-être dans le village d'après la tradition locale.

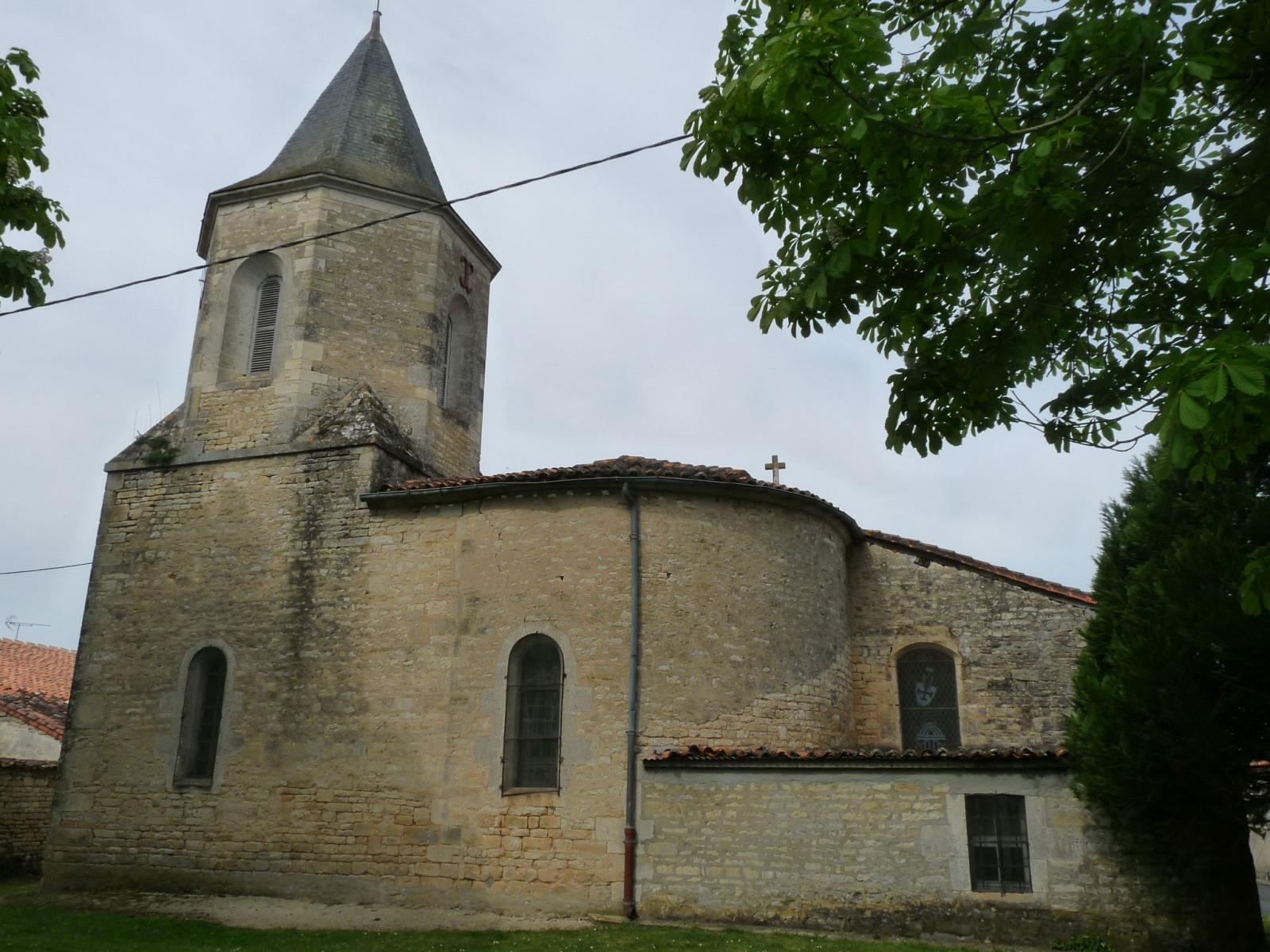
L'arrière de l'église
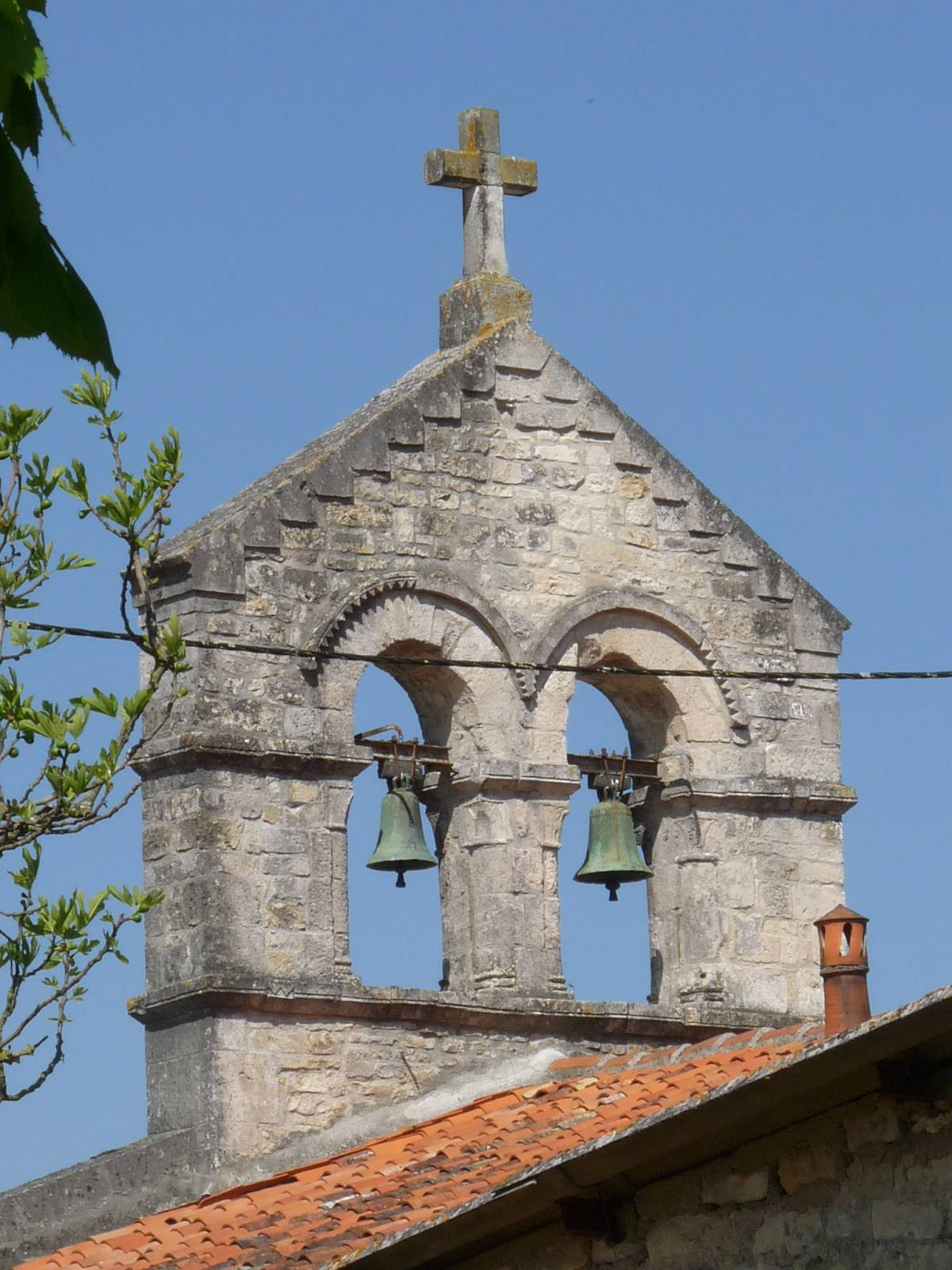
Le clocher-mur
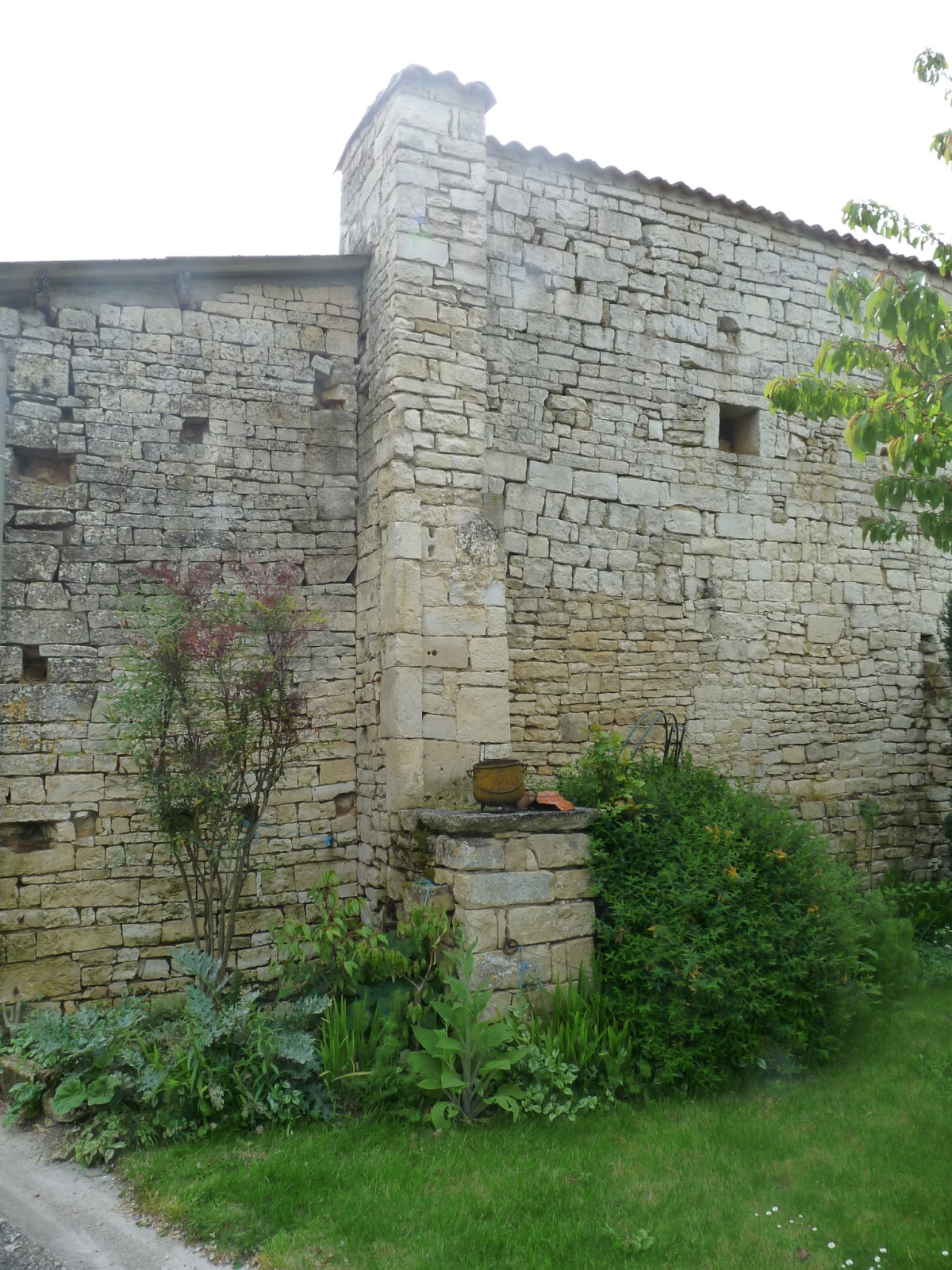
Pilier restant d'un ancien bâtiment, rue de la Commanderie